# Хакадзе
Хакадзе (Hakaze, яп. 羽風) — ескадрений міноносець Імперського флоту Японії, який взяв участь у Другій світовій війні.
Корабель, який став четвертим (за датою закладання) серед есмінців типу «Мінекадзе», спорудили у 1920 році на верфі компанії Mitsubishi в Нагасакі.
На момент вступу Японії до Другої світової війни Хакадзе належав до 34-ї дивізії ескадрених міноносців, проте діяв окремо від інших двох її кораблів. Якщо останні використали у операціях на Філіппінах, то Хакадзе зустрів війну в районі Кап-Сен-Жак (в'єтнамський Вунгтау), де діяв у інтересах 22-ї повітряної флотилії. Відомо, що з 21 грудня 1941 по 19 січня 1942 його залучали до транспортування матеріальних запасів авіації між Кап-Сен-Жак та Мірі і Кучінгом (центри нафтовидобутку на острові Борнео, які були захоплені на початку японського наступу у Південно-Східній Азії). Після цього до кінця січня Хакадзе ніс транспортну службу, але тепер уже між Кап-Сен-Жак та Кота-Бару на східному узбережжі півострова Малакка, а в лютому здійснював перевезення в межах операції з висадження на сході Суматри, під час яких побував у Кучинзі, на островах Анамбас (дві з половиною сотні кілометрів на північний схід від Сінгапуру) та Бангка (біля узбережжя Суматри неподалік від центру нафтовидобутку Палембангу).
З 21 лютого 1942-го Хакадзе протягом двох тижнів ніс патрульно-ескортну службу біля островів Бангка, а 5—9 березня пройшов через Кучінг до Бангкоку. Після двох тижнів патрульно-ескортної служби у Сіамській затоці, есмінець 23—25 березня перейшов до Сінгапуру для виконання таких же завдань. Є дані, що 15 квітня Хаказе перебував у Сайгоні (наразі Хошимін у В'єтнамі), де зазнав певних пошкоджень при нальоті американської авіації.
18—30 квітня 1942-го Хакадзе з ескортними функціями пройшов з Сінгапуру через Палау (важлива база на заході Каролінських островів) до Рабаулу — головної передової бази японців у архіпелазі Бісмарка, з якої провадились операції на Соломонових островах та сході Нової Гвінеї. Є дані, що 5—9 травня есмінець виходив звідси для підтримки операції з оволодіння Порт-Морсбі, яку довелось скасувати після битви в Кораловому морі. 12—23 травня Хакадзе перейшов через Палау до Майдзуру, де став на доковий ремонт.
З середини червня 1942-го есмінець узявся за супроводження конвоїв між Японією та Сайпаном (Маріанські острови). 25 липня — 2 серпня Хакадзе супроводив конвой з Сайпану на Хахадзіму (острови Огасавара) та назад, а вже 3 серпня рушив з Маріанських островів разом з конвоєм до Рабаулу.
Коли 8 серпня конвой досягнув пункту призначення, союзники вже висадились на сході Соломонових островів, що започаткувало шестимісячну битву за Гуадалканал. Як наслідок, Хакадзе надовго залишився цьому регіоні (аж до своєї загибелі), де переважно ніс патрульно-ескортну службу. Так, відомо, що з 26 серпня по 4 вересня 1942-го він виконував ці завдання в районі між Рабаулом, Букою (порт на однойменному острові біля північного узбережжя значно більшого острова Бугенвіль) та якірною стоянкою Шортленд (прикрита групою невеликих островів Шортленд акваторія біля південного завершення Бугенвіля, де зазвичай відстоювались легкі бойові кораблі та перевалювались вантажі для подальшої відправки далі на схід). 16 вересня Хакадзе зустрічав ескортний авіаносець «Тайо» (доставляв літаки з Філіппін та 17 вересня прибув до Кавієнгу — другої за значенням японської бази в архіпелазі Бісмарка на північному завершенні острова Нова Ірландія), а з 18 вересня по 1 жовтня ніс патрульно-ескортну службу в районі Кавієнг — Рабаул — Шортленд.
2—10 жовтня 1942-го Хакадзе виконував завдання з транспортування матеріальних запасів авіації, пройшовши з Рабаулу до атола Джалуїт (Маршаллові острови), а звідти до Шортленду. 13 жовтня есмінець здійснив транспортний рейс до затоки Реката-Бей на північному узбережжі острова Санта-Ісабель (центральна частина Соломонових островів), де була база японської гідроавіації. 11 листопада Хакадзе доправив з Шортленду до Мунди (острів Нью-Джорджія в центральній частині Соломонових островів) бійців 6-го батальйону морської піхоти ВМБ Сасебо та передову партію персоналу для створення аеродрому (велика віддаль від японських баз до Гуадалканалу заважала ефективній підтримці операцій зі сторони авіації). 17 та 22 листопада Хакадзе здійснив ще два транспортні рейси до Мунди, а 24 та 27 листопада супроводжував сюди конвої.
З 29 листопада 1942-го есмінець знову взявся за патрульно-ескортну службу між Шортлендом, Букою, Рабаулом та Кавієнгом. 23 січня 1943-го Хакадзе вийшов із Кавієнгу, супроводжуючи гідроавіаносець «Акіцусіма». Біля південного входу до протоки, що розділяє острови Нова Ірландія та Новий Ганновер, есмінець був торпедований та потоплений американським підводним човном USS Guardfish. Загинуло 13 членів екіпажу, ще 124 урятував «Акіцусіма».